# Doctrina compendiosa
La Doctrina Compendiosa és una obreta de temàtica política atribuïda a Francesc Eiximenis i escrita en català a València entre finals del segle xiv i principis del segle xv. El pare caputxí Martí de Barcelona l'edità en 1929.

## Contingut i estructura
El llibre té la forma de diàleg, en què un grup de ciutadans de València li fa un seguit de preguntes a un franciscà sobre temes de socials i polítics, i fins i tot de moral i religió. El frare estructura el diàleg en dues parts. La primera, de vint capítols, és més aviat de caràcter moral. La segona, d'altres vint capítols, és de temes pràctics, sobretot de caràcter social i polític. I acaba amb una conclusió.

## Arguments contra l'autoria eiximeniana
Diversos estudis, però, de Jaume Riera Sans i Curt Wittlin han determinat, però, que Eiximenis no fou l'autor d'aquest llibre.
Els arguments principals serien els següents:
- Eiximenis no escrigué cap altra obra en forma dialogada.
- Sis dels nou manuscrits conservats no duen el nom de l'autor.
- L'autor d'aquesta obra no es remet a altres obres d'Eiximenis, com ell mateix solia fer a les seues obres.
- Hi ha relativament poques cites bíbliques i dels Sants Pares i Doctor de l'Església.
- La manera de citar en llatí en aquesta obra és totalment diferent de la resta d'obres eiximenianes.

## Possible autor
Curt Wittlin suggereix que l'autor d'aquesta obra podria ser Ramon Soler, jurista, ciutadà important de la ciutat de València i molt amic de Francesc Eiximenis en vida. Seria aquesta obra, doncs, una mena de recordatori de les doctrines eiximenianes, ja que aquest llibre té molts paral·lelismes amb el pensament sociopolític eiximenià i amb les obres on més tracta d'aquesta temàtica, com ara el Regiment de la cosa pública.
A més C. Wittlin ha trobat molta influència de les obres del jurista medieval Albertà de Brescia, la qual cosa donaria suport a la teoria que plantejaria l'autor era un jurista, com Ramon Soler.